# Pyramid Hill
Pyramid Hill – miasto w Australii, w stanie Wiktoria.